# Osc
L'osc és un idioma extingit de les llengües indoeuropees parlades a la península Itàlica pels oscs i altres comunitats des del s. V aC. S'han trobat inscripcions en un alfabet propi, en el llatí i en el grec, ja que l'idioma era la llengua materna de diverses tribus veïnes i cadascuna l'escrivia amb un sistema diferent, reflectint la influència dels pobles dominants a la regió.
El sistema fonològic era simple, amb sons oclusius, nasals, /f/, /s/ i /h/ i alguna consonant sonora que podia tenir funció semivocàlica. Pel que fa a les vocals, distingia entre vocals obertes i tancades, i llargues i breus. La construcció de les frases segueix el patró del llatí, tot i que el vocabulari presenta influències d'altres llengües prehistòriques.

## Aspectes històrics, socials i culturals
Es tracta en realitat d'un concepte lingüístic complex, amb variants dialectals. Va servir de llengua principal per als samnites, habitants de la zona veïna del Laci, a la Campània. El 290 aC Roma va sotmetre els samnites, però fins a la guerra social del 90-89 aC van mantenir l'ús oficial de la seva llengua. En queden alguns noms propis de persona i algunes glosses, a més d'unes 650 inscripcions, la majoria molt breus (tot i que n'hi ha una d'unes 300 paraules) i escrites en tres alfabets diferents: grec, llatí i un antic alfabet osc, derivat del grec mitjançant els etruscs. En relació amb l'osc hi ha alguns dels anomenats dialectes sabèlics, parlats per una sèrie de tribus localitzades a l'est del Laci, entre Úmbria i la Campània: sabins, pelignes, marruquins, marsis, vestins i volscs, coneguts per glosses i en diversos casos també per algunes inscripcions.